# Warren T. Atyeo
Warren T. Atyeo (1927 - 9 oktober 2008) was een Nieuw-Zeelands arachnoloog. Hij omschreef onder andere een aantal lokale huismijten, waaronder Labidostomma multifarium. Samen met Dane Crossley schreef hij het boek The Labidostomidae of New Zealand (Acarina). 

## Publicaties
- Atyeo, W.T.; Crossley, D.A. 1961: The Labidostomidae of New Zealand (Acarina). Records of the Dominion Museum, 4(4): 29-48. (Publicatiedatum: 30 november 1961) BUGZ ZooBank